# Daxata confusa
Daxata confusa là một loài bọ cánh cứng trong họ Cerambycidae.